# Сезон Швейцарської НЛБ 1986—1987
Національна ліга В 1986—1987 — 40-й чемпіонат Швейцарії з хокею (Національна ліга В), чемпіоном став СК Лангнау.

## Регламент
На першому етапі клуби проводять чотириколовий турнір, на другому етапі у плей-оф найкраща четвірка виявлає чемпіона. Два найгірших клуба за підсумками першого етапу покидають Лігу Б.

## Підсумкова таблиця
| М.  | Команда             | І  | В  | Н | П  | Ш       | О  |
| --- | ------------------- | -- | -- | - | -- | ------- | -- |
| 1.  | СК Лангнау          | 36 | 29 | 3 | 4  | 182:92  | 61 |
| 2.  | СК Цюрих            | 36 | 26 | 2 | 8  | 169:107 | 54 |
| 3.  | Цуг                 | 36 | 21 | 4 | 11 | 194:131 | 46 |
| 4.  | СК «Герізау»        | 36 | 15 | 6 | 15 | 165:165 | 36 |
| 5.  | Ажуа                | 36 | 14 | 8 | 14 | 144:132 | 36 |
| 6.  | СК Рапперсвіль-Йона | 36 | 14 | 5 | 17 | 160:169 | 33 |
| 7.  | Базель              | 36 | 11 | 5 | 20 | 148:181 | 27 |
| 8.  | Ла Шо-де-Фон        | 36 | 13 | 1 | 22 | 141:178 | 27 |
| 9.  | ХК «Дюбендорф»      | 36 | 9  | 6 | 21 | 129:182 | 24 |
| 10. | ХК «Гріндельвальд»  | 36 | 7  | 2 | 27 | 125:220 | 16 |

## Плей-оф
Півфінали
- СК Лангнау — СК «Герізау» 3:0 (6:1, 7:3, 7:2)
- СК Цюрих — Цуг 1:3 (5:2, 6:7, 1:5, 2:6)

Фінал
- СК Лангнау — Цуг 2:0 (7:2, 7:5)